# Wielka Skała (Dubie)
Wielka Skała – wzgórze o wysokości 355 m n.p.m. Znajduje się na Wyżynie Olkuskiej, znajduje się na terenie wsi Radwanowice, na południowy zachód od miejscowości Dubie, już na terenie gminy Zabierzów, w województwie małopolskim. Od północy zbocze stromo opada do Doliny Szklarki, od zachodu stromo opada do rzeki Rudawki, a od wschodu łagodnie opada w kierunku wsi Radwanowice. Na przełomie XV i XVI w. pod wzgórzem, na Rudawce w Dubiu, zbudowano dwa młyny: Chechło i Dupp.